# Plagiechinus
Plagiechinus is een geslacht van uitgestorven zee-egels uit de familie Echinometridae.

## Verspreiding en leefgebied
De vertegenwoordigers van dit geslacht worden gevonden in afzettingen van het Boven-Oligoceen (Chattien) tot het Vroeg-Mioceen (Aquitanien) in het Caraïbisch gebied.